# Rue Alexandre-Luigini
La rue Alexandre-Luigini est une courte rue du quartier des Terreaux dans le 1er arrondissement de Lyon, en France. Elle est nommée en l'honneur d'Alexandre Luigini (1850-1906), musicien et chef-d'orchestre français.

## Situation et accès
D'orientation nord-sud, la rue de Alexandre-Luigini relie la place Louis-Pradel au nord à la rue Joseph-Serlin au sud dans le 1er arrondissement de Lyon. 

## Origine du nom
Elle porte le nom du musicien et chef-d'orchestre français d'origine italienne Alexandre Luigini, né à Lyon le 9 mars 1850 et mort à Paris le 19 juillet 1906, tour à tour chef d'orchestre du grand Théâtre de Lyon, aujourd'hui opéra de Lyon, de 1877 à 1897 puis de l'Opéra-comique de Paris.

## Historique
Le nom d'Alexandre Luigini est accordé à la voie par délibération du conseil municipal de Lyon le 17 octobre 1932. Elle s'appelait antérieurement « rue du Théâtre », dont le nom provient directement de son voisinage avec le grand théâtre, aujourd'hui l'opéra de Lyon qu'elle longe sur son flanc est.
En 2019, la maison Styl Costumier, une institution lyonnaise créée en 1820 et installée au no 1, ferme ses portes faute d'avoir trouvé des repreneurs. Elle occupait les derniers étages « transformés en caverne d'Ali Baba » et possédait 14 000 costumes, dont la collection avait été constituée au fil des décennies par les propriétaires ayant notamment fourni les costumes de l'opéra voisin ou encore pour les spectacles du théâtre des Célestins. La collection de costumes est dispersée à la vente au cours de l'hiver et le printemps 2019.

## Bâtiments remarquables et lieux de mémoire
La rue longe la façade arrière et orientale de l'opéra de Lyon auquel elle sert d'accès pour les décors grâce à une porte monumentale métallique. La rue ne possède qu'un seul numéro, le no 1, sur son flanc est dont l'immeuble date de 1736. L'immeuble au no 3 de la place Louis-Pradel, dont la façade septentrionale donne sur cette place et la façade sur la rue Alexandre-Luigini, date de 1659 et surélevé en 1736, la même année qui voit l'achèvement de l'immeuble au no 1 de la rue.

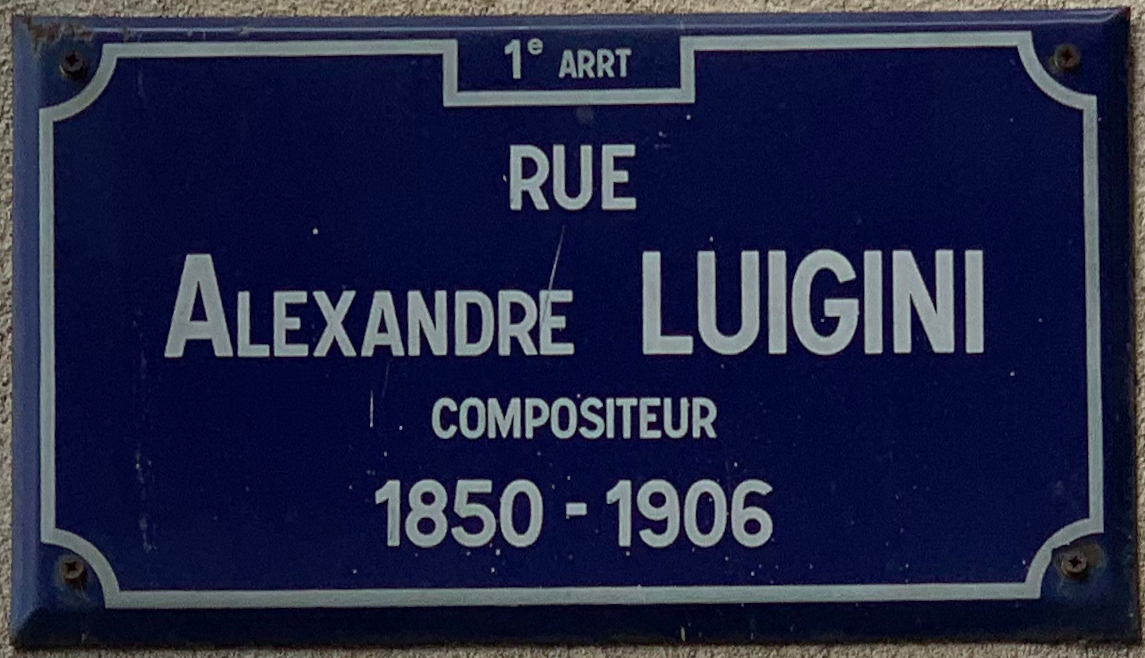
Plaque de rue, en 2019.
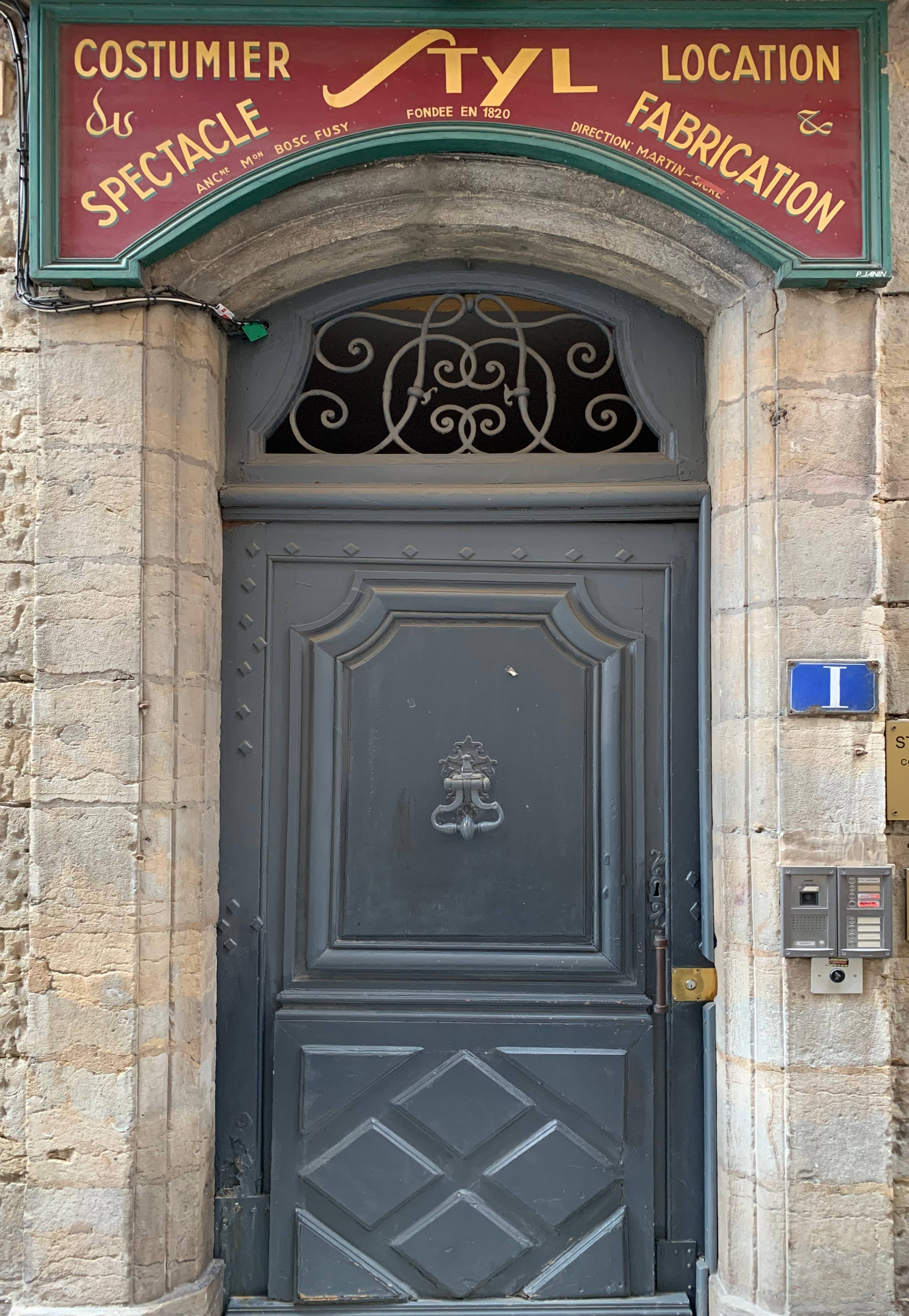
Porte du no 1 de la rue, en 2019.
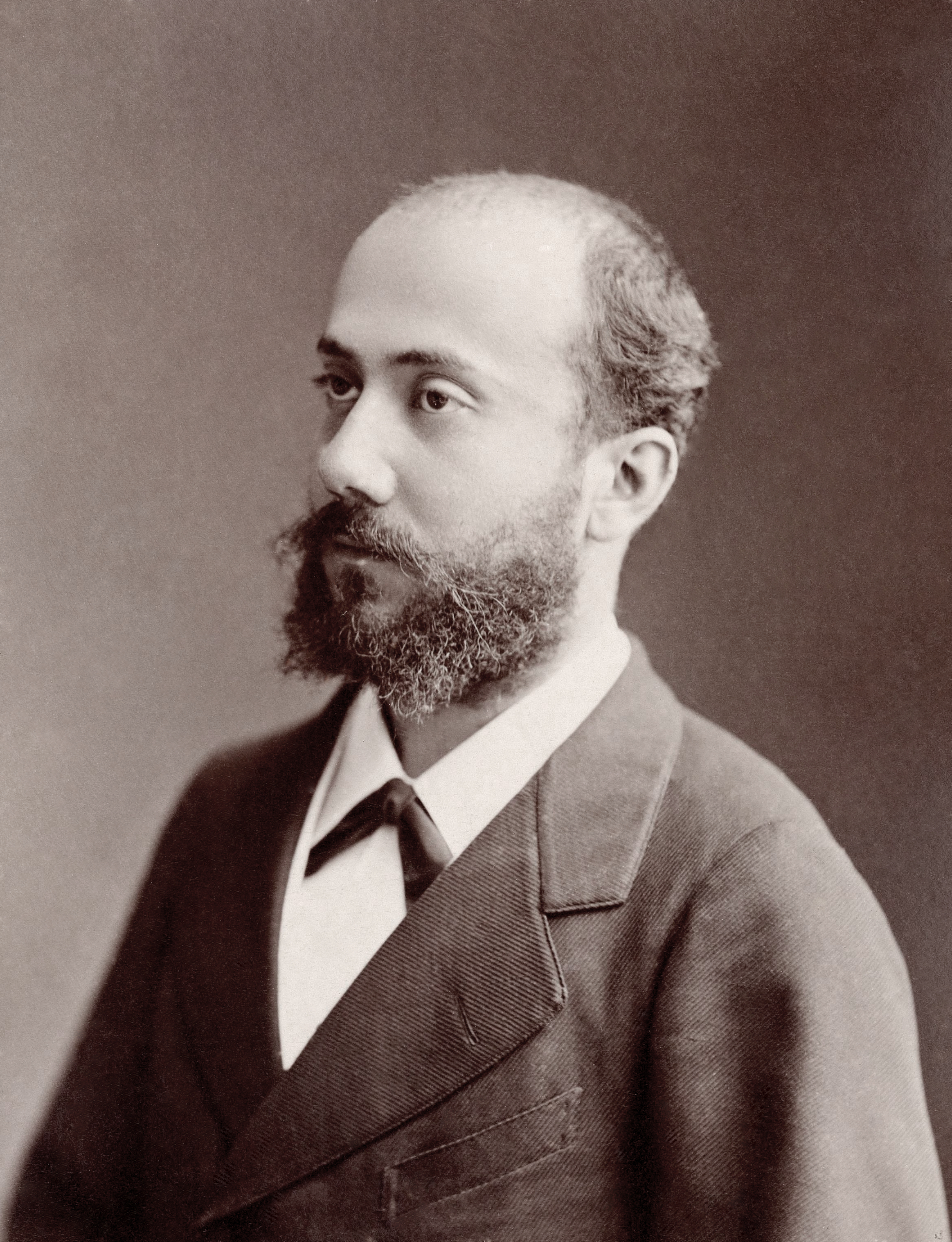
Alexandre Luigini (1850-1906), vers 1880, par Nadar.